# غودش

أرخبيل مالطة: الجزر من الأعلى (الشمال) إلى الأسفل (الجنوب): غودش، كمونة، مالطة

غَوْدَش (بالمالطية: Għawdex، وتنطق غَوْدَشْ) ثاني أكبر جزر مالطة، تبلغ مساحتها 67 كم2.

## توأمة
لغودش اتفاقيات توأمة مع كل من:
- بينيفنتو
- بلدية جوتلاند

## أعلام
- راي بتيغيغ
- توني دايسون